# 元光 (金)
元光（げんこう）は、金の宣宗の治世で用いられた元号。1222年 - 1223年。
- 興定6年8月9日：ハレー彗星の出現により即日改元。
- 元光3年正月元日：正大と即日改元。

## 西暦・干支との対照表
| 元光 | 元年   | 2年    |
| 西暦 | 1222年 | 1223年 |
| 干支 | 壬午   | 癸未   |